# 創世神話

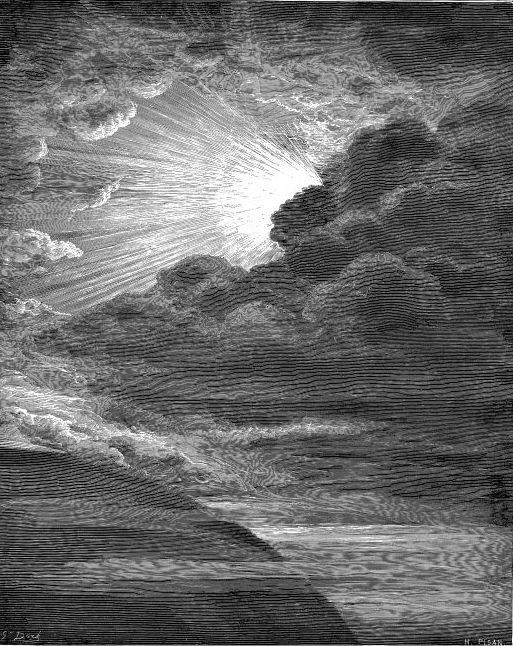
繪畫作品對創世神話的詮釋。

創世神話是大部分的宗教或傳統中，對人類起源、生物起源或宇宙誕生的觀念，在這些觀念中，人类是由神所创造，例如中國的女媧，或亞伯拉罕宗教中的上帝。或是經由其他超自然現象產生。
在中國神話中，認為宇宙初混沌，盤古開天地，捐軀生萬物。「天地混沌如雞子，盤古生其中，萬八千歲，天地開闢，陽清為天，陰濁為地。盤古在其中，一日九變，神於天，聖於地。天日高一丈，地日厚一丈，盤古日長一丈，如此萬八千歲。天數極高，地數極深，盤古極長。」此後，又有女媧造人。「俗說天地開闢，未有人民，女媧摶黃土作人，劇務，力不暇供，乃引繩於泥中，舉以為人。」
犹太人认为，上帝在六天之內創造世上所有生物，並且用泥土造了男人，再用男人的肋骨造了女人；西藏一些地區的神話傳說中，則有獼猴逐漸變成人類、人類起源自獼猴的說法。根據一些佛教經典的講法，人類及其他欲界有情眾生，乃是在劫初時，從光音天降生欲界的；而大梵天王則是最先從光音天降生的。
雖然多數的民族都有自己的創世神話，不過皮拉罕人似乎缺乏自己民族的創世神話，同時皮拉罕人似乎也缺乏關於時間、歷史和算數等的觀念。